# 魏建功
魏建功（1901年11月20日—1980年2月18日），字益三，大學後改字天行，別號山鬼，江苏如皋人，祖籍江蘇高淳縣立信鄉中堡村。语言学、文字学家，九三學社社员。

## 生平
1901年11月20日，魏建功生於江蘇如皋。祖父魏霖是當地生員，籌辦玉成公小學，家中經營花炮業，開恒順號雜貨莊。父親魏晉藩，母親仲延康。1906年，五歲時入玉成公小學就讀。1911年，考入如皋初級師範兼中學附屬兩等小學堂。1914年，小學畢業，因距中學考試仍有半年，於是到師範部聽課，聽到繆文功講《說文》，引起了他對音韻學的興趣。7月，考入江蘇省立第七南通中學，受老師繆文功、孫伯龍、徐亦軒的影響，決定從事文字學研究。1918年，考入北京大學預科俄文班，因肺病沒法入學、返家休養，跟隨劉之洵學習英文。1919年夏，考取北大文預科乙部英文班。兩年預科畢業後升入國文系。1922年，入北大研究所國學門任臨時書記，從事檔案整理、編製索引等工作，並參加歌謠研究會，結識鄭天挺、羅庸、商承祚、董作賓、容庚、陸侃如、臺靜農、常惠等研究生。1925年，畢業後決定留校，待校「聘任委員會」通過期間，經劉半農推薦至中法大學服爾德學院供職。1926年，任北大國文系及研究所國學門助教，協助劉半農進行「語音樂律實驗室」工作及《國學周刊》編輯。2月，因胸膜炎住院療養。三一八慘案發生時，在京學人紛紛南下。7月，應友人之邀，任江蘇省立第三女子師範學校國文教員，12月返北京。
1927年春，经沈尹默推薦，赴朝鮮京城帝國大學法、文学部任中國語講師，改變韓人學習漢語舊法，改以注音符號為工具，以《老殘遊記》為教材，同時傳授漢語與中國文化。
1928年，返北京後任中法大學服爾德學院教授。1930年，任北大《國學季刊》編輯委員會主任，次年升任北大國文系副教授。1937年，升任教授，時值七七事變，北平失守，隨校南下，在長沙臨大和西南聯大任教。1940年，被國民政府調任大學教科用書編輯委員會專任編輯，携眷往白沙赴任，與朱自清、黎錦熙等共同編選《大學國文選》，期間與陳獨秀、臺靜農等人交往。1941年，應徐炳昶之約往昆明任教中法大學，創辦文史系並兼任系主任。1942年，返回白沙任國立女子師範學院國文系教授。

### 借調台灣
1945年末，應台灣省行政長官陳儀邀請借調到台灣，任台灣省行政長官公署參議兼台灣省国语推行委员会主任委员，於臺大任國語專修科主任，培養國語師資外，並於廣播電臺開設講座，創辦《國語日報》。時任國立臺灣大學代理校長羅宗洛聘他為中國文學教授兼文學系主任，他沒有就任，羅代理校長任內文學院都沒有院長，文學院各系也都沒有主任，名義上他是台大文學系第一位主任。1946年末，國立臺灣大學校長陸志鴻想請魏建功做教授兼文學院院長，魏沒有應允。1947年4月，魏建功應陸校長聘，兼任文學系中國文學特約教授。

### 返回大陸
1948年2月18日晚上，沉睡中的許壽裳在寓所被砍死，這一事件也在一定程度上導致魏建功在6月學期結束後請辭特約教授兼職，馬上離開台灣，轉任北京大學教授。1949年，任中國語文學系主任，配合政策調整教學目標與科目；被選為中國文字改革協會理事。1950年，辭系主任兼任《新華辭書社》社長，主持《新華字典》編纂。1952年，任「中國文字改革研究會」委員，參加「漢字整理」、「漢語拼音」兩組，並兼「漢字整理組」副主任，制訂汉字简化方案。1958年，任古籍整理出版規劃小組成員，次年於北大中文系創設古典文獻專業以培養古籍整理之人才，並任北大古典文獻教研室主任。1961年，與翦伯赞、傅鹰、王竹溪同任副校长，兼圖書委員會主任。1966年，文革爆發後被列為「黑幫」、「反動學術權威」，與魯迅、陳獨秀、臺靜農之關係，成為批鬥重點，停止教學和研究。1970年，參加修訂《新華字典》，次年開始修訂《漢語成語小詞典》。之後做了江青的文學顧問。1978年，應邀參加《辭源（修訂版）》審稿。1979年，被聘為北大學術委員會委員。
1980年2月18日，去世，享壽78歲。

## 著作
- 侨韩琐谈
- . 中华书局. 1935. ISBN 9787101014426.
- 中華新韻，1941
- . 江苏教育. 2001. ISBN 9787534342110.
- . 商务印书馆. 2013. ISBN 9787100088923.

## 外部鏈接
- 魏建功先生傳 （页面存档备份，存于）
- .   [2019-09-05]. （原始内容存档于2019-04-13）.